# Järvsölåtar
Järvsölåtar är ett album utgivet 1976 av Ungdomsringen där hälsingespelmännen Rolf Westerlund, Eiwor Kjellberg och Anders Henriksson spelar låtar efter olika Järvsöspelmän.

## Låtlista
1. Gånglåt i C-dur efter Jonas Eriksson, "Tjärn-Jonke"
2. "Polska
3. Snurrebock
4. "Kristin, Kristin"
5. Polska efter Per Larsson Pys, "Pysen"
6. Polska efter Sme-Pelle
7. Hambopolska efter Gustaf kjellberg
8. "Trollkäringlåten", brudmarsch efter Abraham Abrahamsson, "Tåss-Abaham"
9. Polska nr. 2 efter Per Persson, "Lappmyrgubben"
10. Polska efter Mickel Larsson, Tjärn-Mickel
11. Polska efter Pehr Nilsson, "Pensarvs Pelle"
12. Hambopolska efter Erik Skoglund Wiger, "Skomakare Wiger"
13. Brudmarsch efter Olof Andersson Norman, "Normans Olle"
14. Polska efter Olof Andersson Norman, "Normans Olle"
15. Polska nr. 3 efter Per Persson, "Lappmyrgubben"
16. Slängpolska efter Abraham Abrahamsson, "Tåss-Abaham"